# Гилберт де Гант
Гилберт де Гант (Гизельберт II де Ганд; фр. Gilbert de Gand, англ. Gilbert de Gant; ок. 1120 — 1156) — англонормандский дворянин, граф Линкольн с 1147 года, участник гражданской войны в Англии 1135—1154 годов на стороне короля Стефана Блуаского.

## Биография
Гилберт был сыном Готье (Уолтера) де Ганта (Готье Гентского; ум. 1139) и Матильды Бретонской, дочери Этьена I, графа Пентьевра. По материнской линии Гилберт де Гант приходился племянником Алену Чёрному, графу Ричмонду, одному из крупных англо-бретонских аристократов и соратнику короля Стефана. Владения дома де Гант располагались в северо-восточных графствах Средней Англии, главным образом в Линкольншире, вокруг замка Фолкингем, полученного дедом Гилберта Гизельбертом I Гентским от Вильгельма Завоевателя за участие в нормандском завоевании Англии и, возможно, в битве при Гастингсе 1066 года.
В период феодальной анархии в Англии в правление Стефана Блуаского, Гилберт сохранял верность королю и участвовал в его кампаниях против императрицы Матильды и её сторонников. Будучи одним из крупнейших землевладельцев Линкольншира, Гилберт, очевидно, претендовал на титул графа Линкольна, однако в 1140 году король пожаловал этот титул Вильгельму де Румару, брату Ранульфа де Жернона, графа Честера, в поддержке которого Стефан был крайне заинтересован. В феврале 1141 года Гилберт де Гант участвовал в битве при Линкольне и вместе с королём попал в плен к сторонникам императрицы.
После освобождения Гилберта за выкуп он сохранил лояльность королю и в 1147 году был пожалован титулом графа Линкольна. По одной из версий, это было связано с мятежом Ранульфа де Жернона, в котором, возможно, принял участие предыдущий граф Линкольн Вильгельм де Румар. По другой версии, Гилберт женился на дочери Ранульфа де Жернона и получил титул по праву своей жены. О дальнейшем участии Гилберта де Ганта в событиях гражданской войны в Англии сведений не сохранилось. Известно, что около 1148 года граф Линкольн основал цистерцианское аббатство Раффорд, в Шервудском лесу в Ноттингемшире, и пообещал выплатить годовую ренту монастырю в Понтефракте за ущерб, причинённый усобицей с Генрихом де Ласи. Скончался Гилберт де Гант в 1156 году.

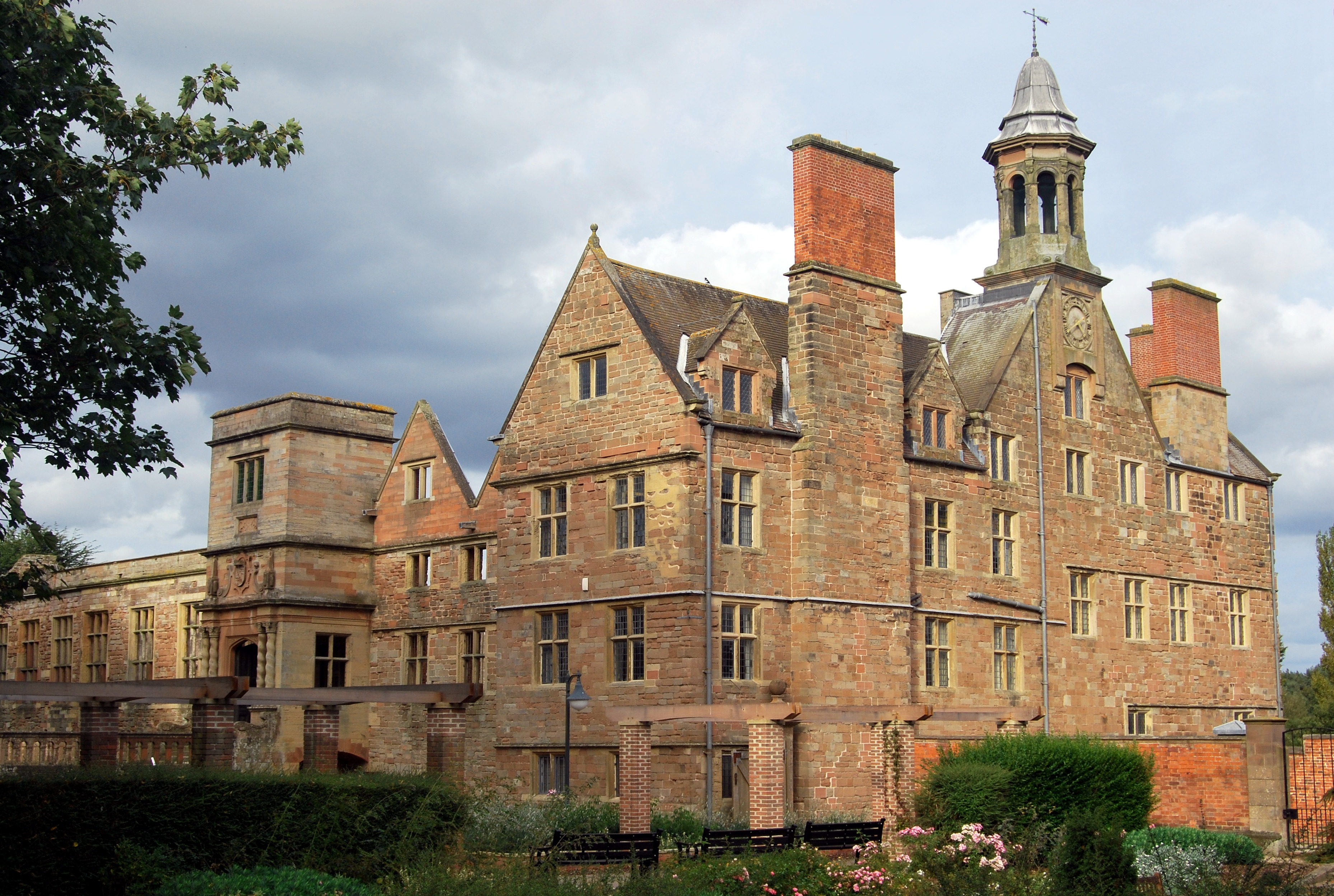
Аббатство Рамфорд, основанное Гилбертом де Гантом

## Браки и дети
По одной из версий, Гилберт де Гант был женат на Рохезе де Клер (род. 1120), дочери Ричарда де Клера, 1-го графа Хертфорда, и Аделизы де Жернон, сестры Ранульфа де Жернона, графа Честера. По другой версии, женой (возможно, второй) Гилберта была Хависа де Румар, дочь Вильгельма де Румара, графа Линкольна. Дети Гилберта де Ганта:
- Алиса де Гант (ум. 1185), замужем за Симоном III де Санлисом, графом Нортгемптона;
- Гуннора де Гант (ум. в младенчестве).